# Protobaicalina spinosa
Protobaicalina spinosa là một loài Trichoptera trong họ Apataniidae. Chúng phân bố ở miền Cổ bắc.